# Carolyn Christov-Bakargiev

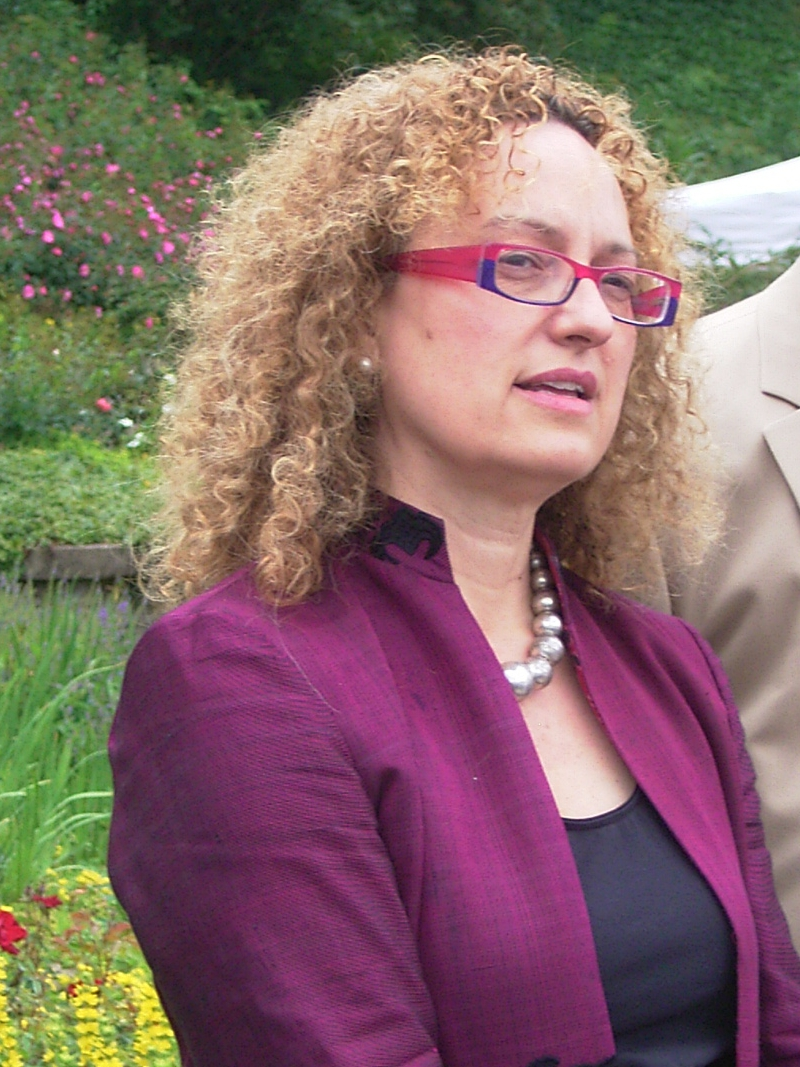
Carolyn Christov-Bakargiev (2010)

Carolyn Christov-Bakargiev (New Jersey, Verenigde Staten, 2 december 1957) is een Amerikaanse auteur, kunsthistorica en kunstcurator. Ze is directeur van het Actuele kunstmuseum Museo d'Arte Contemporanea del castello di Rivoli of nog het Museo di Arte Contemporanea di Torino del Castello di Rivoli in het Italiaanse Turijn. Ze was curator van de Biënnale van Sydney in 2008 en curator van documenta13, die liep van 9 juni tot 16 september 2012. 

## Documenta
De documenta is sinds 1955 de belangrijkste tentoonstelling van actuele beeldende kunst in Europa en misschien wel ter wereld. Deze tentoonstelling vindt om de vijf jaar plaats in Kassel in Duitsland. De tentoonstelling duurt precies honderd dagen en strekt zich meestal uit over de hele stad. Hoofdgebouw is het Fridericianum.